# Aleks Vlah
Aleks Vlah (Izola, 22 de julio de 1997) es un jugador de balonmano esloveno que juega de central en el Aalborg HB. Es internacional con la selección de balonmano de Eslovenia.
Su primer gran campeonato con la selección fue el Campeonato Mundial de Balonmano Masculino de 2023.

## Palmarés

### RK Zagreb
- Liga de Croacia de balonmano (1): 2021
- Copa de Croacia de balonmano (1): 2021

### RK Celje
- Liga de balonmano de Eslovenia (2): 2022, 2023
- Copa de Eslovenia de balonmano (1): 2023

### Aalborg
- Liga danesa de balonmano (1): 2024

## Clubes
| Club       | País      | Año         |
| ---------- | --------- | ----------- |
| RD Koper   | Eslovenia | 2016 - 2019 |
| RK Zagreb  | Croacia   | 2019 - 2021 |
| RK Celje   | Eslovenia | 2021 - 2023 |
| Aalborg HB | Dinamarca | 2023 - Act. |